# Línea Pamplona-Ostiz-Arraitz
La Línea Pamplona - Ostiz - Arraitz, es una línea circular de autobús que lleva la empresa de autobuses La Pamplonesa. Tiene 30 paradas.

## Paradas
| Esquema | Parada        | Correspondencia                                                    |
| ------- | ------------- | ------------------------------------------------------------------ |
|         | Pamplona      | Pamplona - Ororbia - Asiain - Etxauri Pamplona - Ororbia - Etxauri |
|         | Burlada       | - -                                                                |
|         | Orikain       | - -                                                                |
|         | Sorauren      | - -                                                                |
|         | Olave         | - -                                                                |
|         | Enderitz      | - -                                                                |
|         | Ostiz         | - -                                                                |
|         | Ziaurritz     | - -                                                                |
|         | Ripa          | - -                                                                |
|         | Latasa        | - -                                                                |
|         | Galain (Golf) | - -                                                                |
|         | Gerendain     | - -                                                                |
|         | Zenotz        | - -                                                                |
|         | Iraitzoz      | - -                                                                |
|         | Alkotz        | - -                                                                |
|         | Arraitz       | - -                                                                |
|         | Larraintzar   | - -                                                                |
|         | Auza          | - -                                                                |
|         | Eltzaburu     | - -                                                                |
|         | Lizaso        | - -                                                                |
|         | Latasa        | - -                                                                |
|         | Ripa          | - -                                                                |
|         | Ziaurritz     | - -                                                                |
|         | Ostiz         | - -                                                                |
|         | Enderitz      | - -                                                                |
|         | Olave         | - -                                                                |
|         | Sorauren      | - -                                                                |
|         | Orikain       | - -                                                                |
|         | Burlada       | - -                                                                |
|         | Pamplona      | Pamplona - Ororbia - Asiain - Etxauri Pamplona - Ororbia - Etxauri |

1. ↑  «Autobuses Pamplona Estación». Consultado el 9/8/17.
2. ↑  «Artieda Autocares». Consultado el 9/8/17.

- Datos: Q47494941